# Осока пухнастоплода
Осока пухнастоплода (Carex lasiocarpa) — вид рослин родини осокові (Cyperaceae), поширений у Європі, помірній Азії, Північній Америці.

## Опис
Багаторічна трав'яниста рослина 30–100(120) см заввишки. Рослина з горизонтальним і геотропним (який росте вниз) кореневищем. Листки вузькі, 1-складчасті, довгі. Суцвіття 8–12(15) см завдовжки, з декількох довгастих розставлених колосків. Покривні листки колосків без піхв, у кілька разів перевищують колоски. 2n = 56.

## Поширення
Поширений у Європі, помірній Азії, Північній Америці (Сен-П'єр і Мікелон, Канада, пн. і зх. США).
В Україні вид зростає на верхових і перехідних сфагнових болотах — в Поліссі звичайний; в Лісостепу, пн. ч. Степу і Карпатах зрідка.

## Галерея

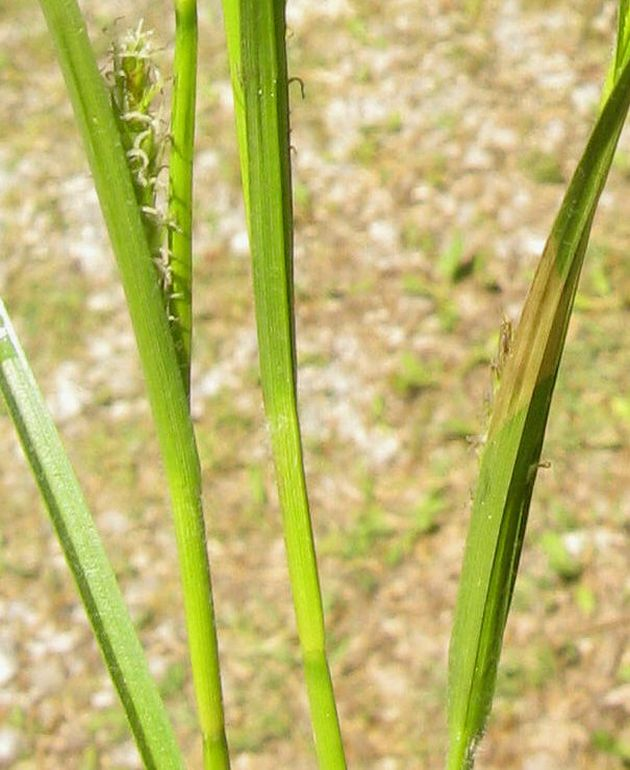
листя й суцвіття
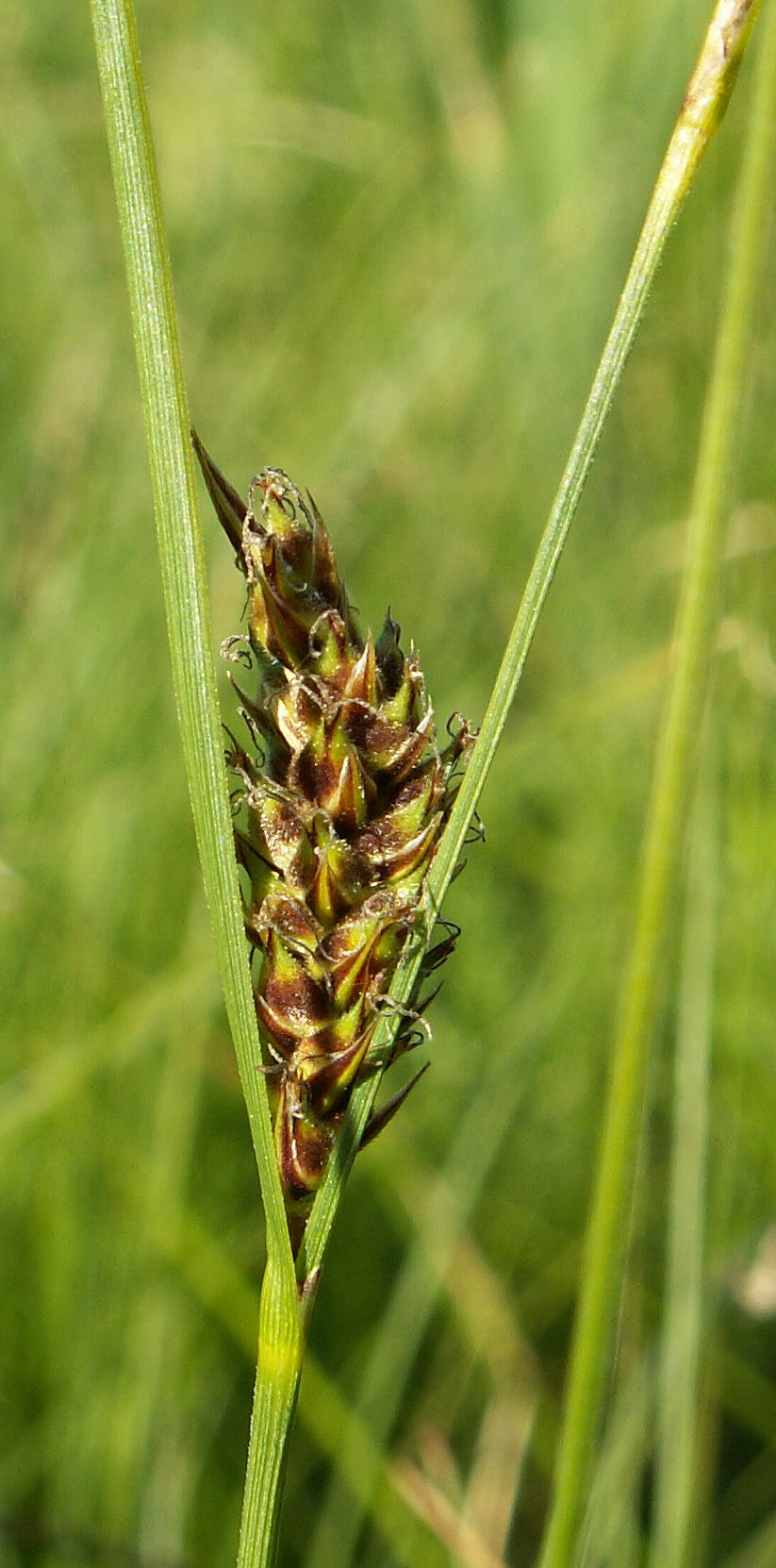
суцвіття
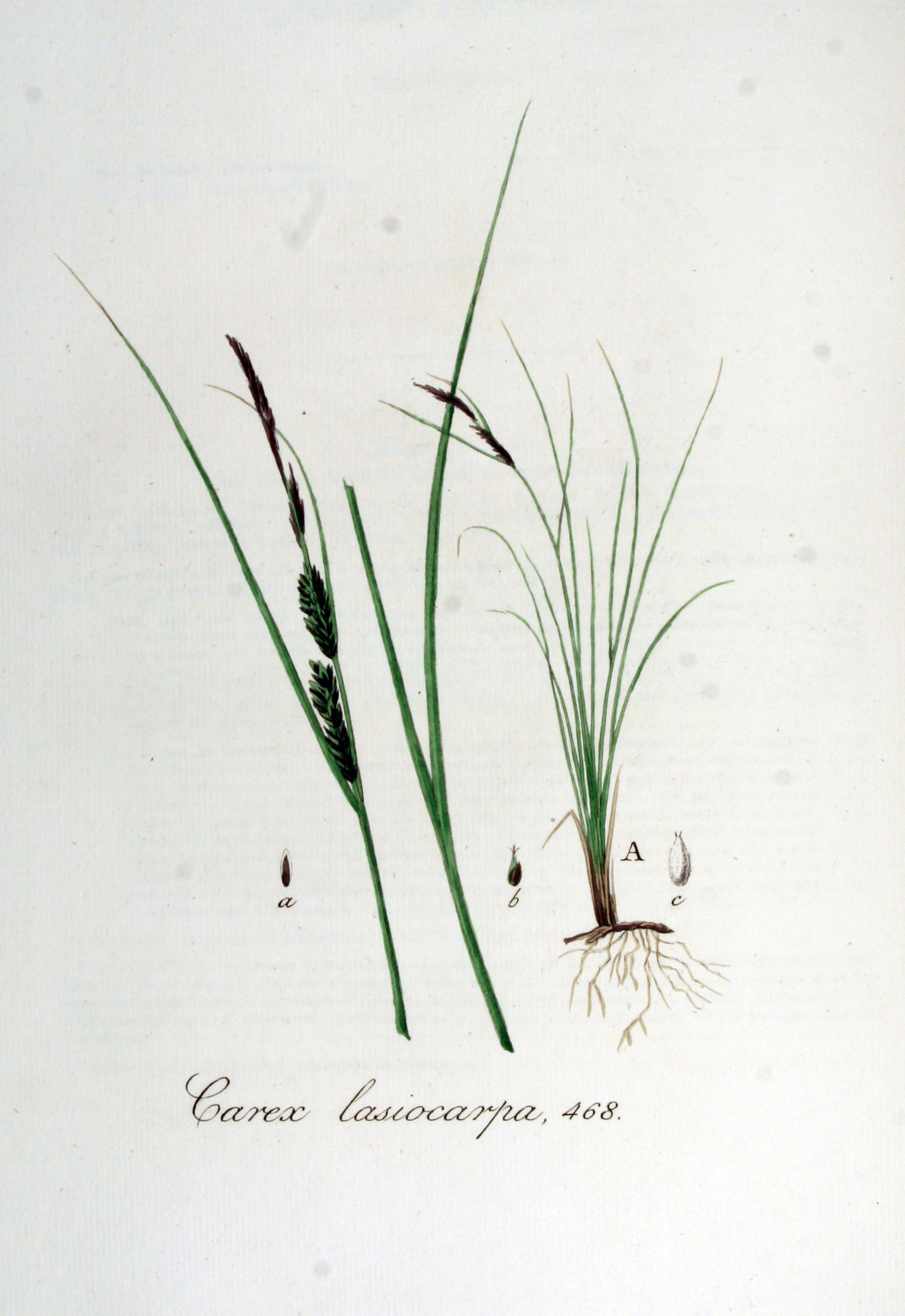
ілюстрація